# Saint-Gence
Saint-Gence település Franciaországban, Haute-Vienne megyében. Lakosainak száma 2208 fő (2022. január 1.). Saint-Gence Peyrilhac, Couzeix, Limoges, Nieul, Verneuil-sur-Vienne és Veyrac községekkel határos.

## Népesség
A település népessége az elmúlt években az alábbi módon változott:
| Lakosok száma | 2067 | 2093 | 2141 | 2134 | 2154 | 2170 | 2218 | 2213 | 2208 |
|               | 2013 | 2015 | 2016 | 2017 | 2018 | 2019 | 2020 | 2021 | 2022 |